# Politique en Russie
La Russie est une république fédérale. Le chef de l’État s'appelle le président et est élu au suffrage universel direct pour un mandat de 6 ans, renouvelable une seule fois consécutive. Le pouvoir législatif est représenté par l'Assemblée fédérale composée de la Douma (russe : Дyмa) ou, plus précisément, Douma d'État, formée par 450 députés élus au suffrage universel direct pour 5 ans et du Conseil de la fédération (russe : Совет Федерации), formé de 170 représentants des Sujets de la fédération (collectivités locales).
Le président est Vladimir Poutine depuis le 7 mai 2012. Il brigue un nouveau mandat lors de l'élection présidentielle de 2018, qu'il remporte dès le premier tour, où, comme pour les scrutins précédents, les principaux opposants n'ont pu se présenter et où des fraudes électorales et des irrégularités ont entaché le scrutin, sans que leur ampleur soit facile à évaluer. En 2020, il fait approuver par référendum un changement constitutionnel lui permettant notamment d'effectuer deux autres mandats présidentiels jusqu'en 2036. Le président de la Douma d'État est Viatcheslav Volodine depuis les élections législatives de septembre 2016 et le Conseil de la fédération est présidé, depuis septembre 2011, par Valentina Matvienko.

## Élections présidentielles
| Année | Vainqueur | Vainqueur        | Vainqueur | Second | Second             | Second | Remarques |
| Année | Nom       | Nom              | %         | Nom    | Nom                | %      | Remarques |
| ----- | --------- | ---------------- | --------- | ------ | ------------------ | ------ | --- |
| 2018  |           | Vladimir Poutine | 76.69     |        | Pavel Groudinine   | 11.77  | Résultats 1er tour (tour unique). |
| 2012  |           | Vladimir Poutine | 63.6      |        | Guennadi Ziouganov | 17.18  | Résultats 1er tour (tour unique). |
| 2008  |           | Dimitri Medvedev | 70.28     |        | Guennadi Ziouganov | 17.72  | Résultats 1er tour (tour unique). Vladimir Poutine ayant présidé la Russie pendant deux mandats, ne peut se représenter à un troisième mandat consécutif. |
| 2004  |           | Vladimir Poutine | 71.2      |        | Nikolaï Kharitonov | 13.7   | Résultats 1er tour (tour unique). |
| 2000  |           | Vladimir Poutine | 52.94     |        | Guennadi Ziouganov | 29.21  | Résultats 1er tour (tour unique). |
| 1996  |           | Boris Eltsine    | 53.82     |        | Guennadi Ziouganov | 40.31  | Résultats second tour. |
| 1991  |           | Boris Eltsine    | 57.30     |        | Nikolaï Ryjkov     | 16.85  | Résultats 1er tour (tour unique). |

## Élections législatives
| Année | Composition | Composition | Remarques                                                  |
| ----- | ----------- | --- | ---------------------------------------------------------- |
| 2021  |             | - Russie unie : 324 sièges - Parti communiste de la Fédération de Russie : 57 sièges - Russie juste : 27 sièges - Parti libéral-démocrate de Russie : 21 sièges - Nouvelles personnes : 13 sièges - Rodina : 1 siège - Parti de la croissance : 1 siège - Plateforme civique : 1 siège - Indépendants : 5 sièges                                                                                            | Majorité absolue pour le président Poutine (Russie unie).  |
| 2016  |             | - Russie unie : 343 sièges - Parti communiste de la fédération de Russie : 42 sièges - Russie juste : 23 sièges - Parti libéral-démocrate de Russie : 39 sièges - Autres : 3 sièges | Majorité absolue pour Poutine (Russie unie).               |
| 2011  |             | - Russie unie : 49.32 % - Parti communiste de la fédération de Russie : 19.19 % - Russie juste : 14.2 % - Parti libéral-démocrate de Russie : 12.4% | Majorité absolue pour Medvedev (Russie unie).              |
| 2007  |             | - Russie unie : 64,30 % - Parti communiste de la fédération de Russie : 11,57 % - Parti libéral-démocrate de Russie : 8,14 % - Russie juste : 7,74 % | Majorité absolue pour Poutine (Russie unie).               |
| 2003  |             | - Parti communiste de la fédération de Russie : 51 sièges - Rodina : (nationalistes de gauche) : 37 sièges - Groupe agraire : 3 sièges - Russie unie : 221 sièges - Parti du peuple : 16 sièges - Parti libéral-démocrate de Russie : 37 sièges - Indépendants : 67 sièges - Divers : 18 sièges | Majorité absolue pour Poutine (Russie unie) et ses alliés. |
| 1999  |             | - Parti communiste russe : 83 sièges ; - Groupe agraire : 43 sièges ; - Patrie (Otetchestvo) : 61 sièges ; - Unité (Edinstvo) : 81 sièges ; - Député du peuple (centriste) : 43 sièges ; - Régions russes : 47 sièges ; - Union des forces de droite (SPS) : 31 sièges ; - Iabloko : 17 sièges ; - Parti libéral-démocrate de Russie (LDPR) (Vladimir Jirinovski) : 14 sièges ; - Indépendants : 16 sièges. |                                                            |
| 1995  |             | - Parti communiste de la fédération de Russie (KPRF) : 22 % ; - Parti libéral-démocrate de Russie (LDPR) : 10,9 % ; - Notre maison la Russie, (NDR, parti de droite entre 1995 et 2000) : 10 % ; - Iabloko : 7,1 %. | Douma opposée au président Eltsine.                        |
| 1993  |             | à compléter | Douma opposée au président Eltsine.                        |

## Mandats de Vladimir Poutine

### Réformes politiques sous Vladimir Poutine
Dans le domaine politique les réformes ont été centrées sur la création d'une « verticale du pouvoir » afin de rendre le dernier plus concentré et efficace (ce processus fut accéléré à la suite de la tragédie de Beslan le 1er septembre 2004) :
- réforme de la division territoriale avec la création de sept Districts fédéraux par le décret présidentiel no 849 du 13 mai 2000[3] ;
- réforme du Conseil de la fédération de Russie (2000 − 2002), et arrêt des élections des gouverneurs des sujets de la fédération qui seront dorénavant désignés par le président avec entérinement ultérieur par la législation locale (septembre 2004)[4] ;
- création d'organes consultatifs : un Conseil d'État (GosSoviet), constitué des gouverneurs et une Chambre de la société (Obschestvennaïa Palata), constituée des personnalités influentes et connues ;
- mise en place de mesures assurant une meilleure cohésion entre les ministères de l'ordre public dits siloviki (Intérieur, Armée, FSB) et le ministère des Situations d'urgence.

### Critiques du pouvoir de Vladimir Poutine

#### Un manque de démocratie
Outre les accusations de fraudes électorales lors des élections de 2000, de 2008, de 2011, de 2012, de 2016, certains analystes considèrent qu'il existe une dérive autoritaire du pouvoir de Vladimir Poutine. En octobre 2006, Marie Mendras, chercheuse au CERI et enseignante à l'Institut d'études politiques de Paris connue pour son opposition à Vladimir Poutine, jugeait qu'en Russie, « il n'y a plus ni Parlement ni Cour constitutionnelle dignes de ce nom, le gouvernement est court-circuité par l'administration présidentielle, les juges sont soumis au pouvoir politique dès qu'une affaire devient délicate. Cela nous ramène au problème de la violence et de l'impunité [...]. Désinstitutionnalisation du régime, opacité des décisions, montée de l'arbitraire et des méthodes expéditives : tout cela traduit une agitation croissante des cercles dirigeants ».

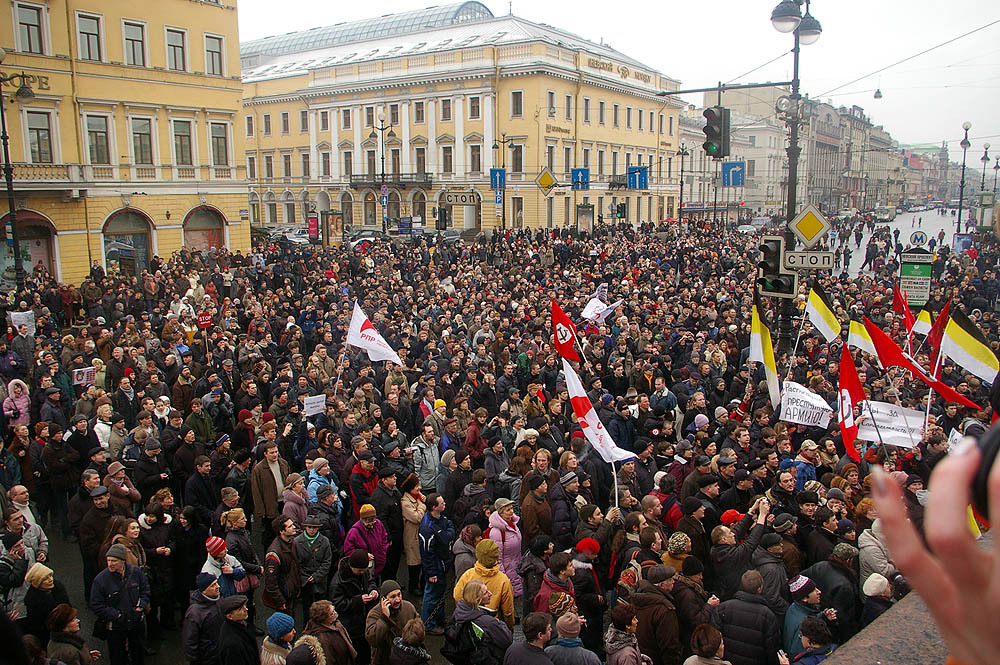
La « Marche du désaccord » à Saint-Pétersbourg le 3 mars 2007.

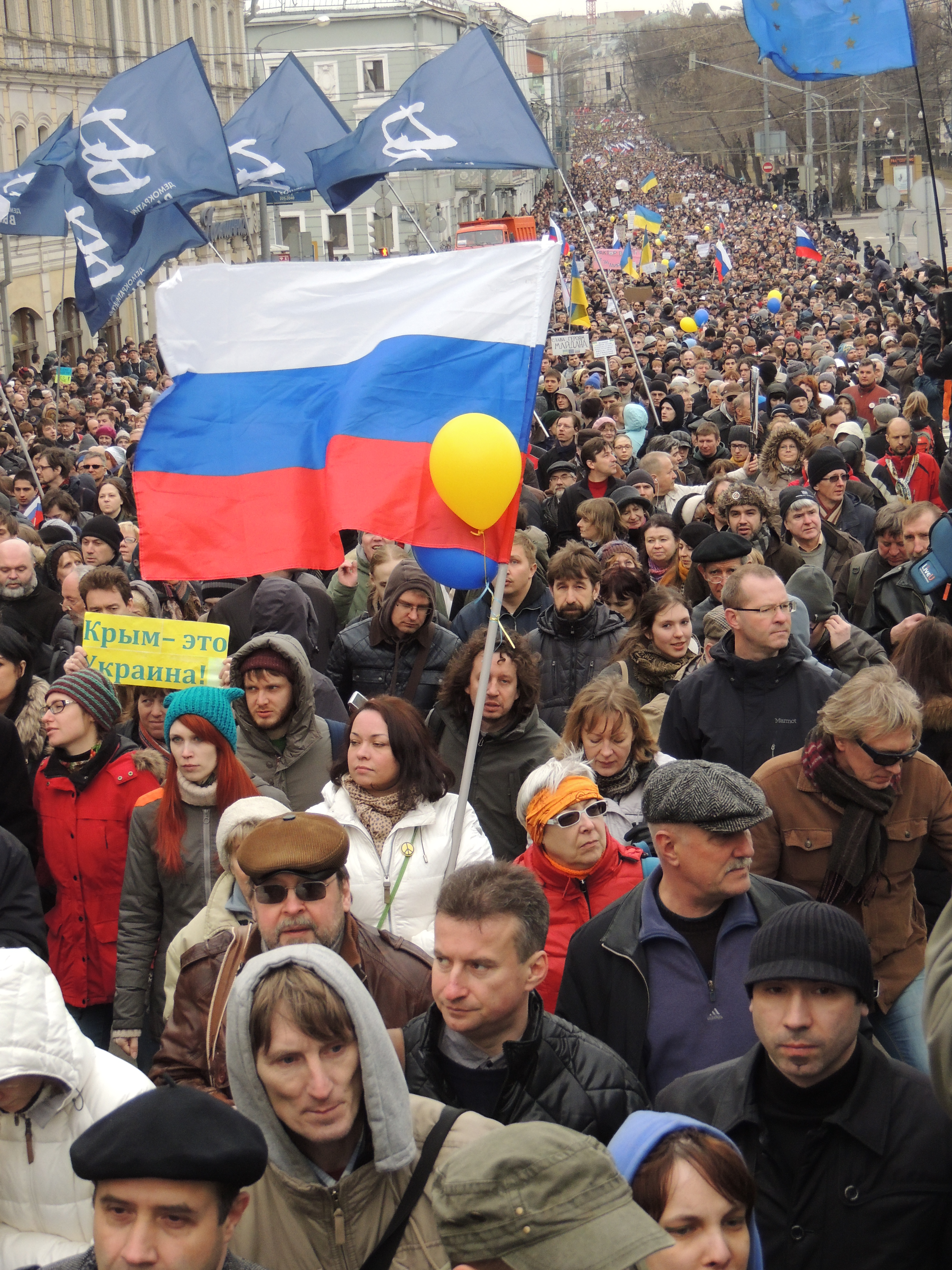
Manifestation contre l'intervention russe en Crimée à Moscou, le 15 mars 2014.

Depuis 2005, une partie de l'opposition s'est regroupée à plusieurs reprises pour organiser des manifestations, telles que La Marche du désaccord, Stratégie-31, Poutine doit partir, auxquelles cependant les partis les plus importants de l'opposition à la Douma (Parti Communiste, Rodina, LDPR), ne participent pas. Ce mouvement regroupe des courants politiques hétéroclites, dont des libéraux, L'Autre Russie ou jusque 2006 le Parti national-bolchevique. Parmi ses chefs de file, on retrouve le champion d'échecs Garry Kasparov, le dissident Édouard Limonov, l'ancien premier-ministre Mikhaïl Kassianov, l'avocat Alexeï Navalny, le militant Sergueï Oudaltsov ou l'homme d'état Boris Nemtsov. Ces manifestations sont souvent interdites pour diverses raisons par les autorités, les militants sont arrêtés, emprisonnés ou subissent des pressions,,,. La candidature de ces opposants est fréquemment rejetée pour des motifs divers. Certains militants anti-Poutine notables ont été assassinés, comme Iouri Tchervotchkine ou Boris Nemtsov, d'autres ont subi des tentatives d'assassinat, comme Vladimir Vladimirovitch Kara-Murza,,,.

#### Contrôle des médias
Depuis 2002-2004, le Kremlin a resserré son emprise sur les chaînes de télévision ou journaux privés tels que NTV à travers une prise de contrôle par le géant gazier para-étatique Gazprom. Après la prise d'otages de Beslan en 2004, le quotidien Izvestia avait publié plusieurs photographies de la tragédie, à la suite de quoi le rédacteur en chef avait été renvoyé.
Il existe quelques titres de la presse indépendants, tels que Novaïa Gazeta. De nombreux journalistes critiques du régime et de son président ont été assassinés, sans que leur assassinat soit clairement élucidé, tels que Paul Klebnikov, Anna Politkovskaïa, Stanislav Markelov ou Natalia Estemirova. Enfin, plusieurs médias indépendants créés dans les années 1990, tels que ceux de Vladimir Goussinski et Boris Berezovsky, sont sanctionnés, jusqu'à devoir être cédés au pouvoir ou fermer, tendance qui perdure.
Selon une étude publiée par l'université d'Oxford, 45 % des 1,3 million de comptes Twitter russes ayant posté plus de 10 tweets en rapport avec la politique russe, de février 2014 à décembre 2015 sont des bots informatiques,.

#### Obligation d'enregistrement des ONG
À la suite d'une loi promulguée en 2006, les ONG étrangères doivent elles aussi enregistrer leurs statuts et leurs activités[évasif] auprès du Service d'enregistrement fédéral (FRS)[Quoi ?]. Cette procédure exige de chaque association qu'elle fournisse une liste de documents (notamment la comptabilité, les sources de financement, etc.[évasif]). Les ONG qui ne peuvent répondre à ses formalités devront quitter le pays[évasif]. Le WWF a déjà fait savoir qu'il quitte le pays pour ne pas se soumettre au contrôle de l'État[réf. souhaitée].
Le président du comité de la Douma Konstantin Kossatchev a quant à lui rappelé que la loi russe sur les ONG a été adoptée compte tenu des recommandations du Conseil de l'Europe et que son élaboration a été menée compte tenu de l'avis des experts de cette organisation. « Les modalités de réenregistrement de ces ONG ne sont pas […] excessives », a souligné le député.

#### Lacunes de la justice
De nombreux quotidiens estiment que l'État de droit est menacé en Russie : pour le journal Vedomosti, « le niveau croissant de la criminalité et du nombre de verdicts bizarres et étrangement cléments ne font que renforcer le sentiment d'injustice au sein de la société russe. » Il fait allusion à la clémence des tribunaux dans les affaires d'actes racistes qui se multiplient dans les villes russes. La criminalité a augmenter sous la présidence de Vladimir Poutine. Sous Boris Eltsine, environ 19 personnes sur 100 000 habitants décédaient de mort violente, contre 22 pour 100 000 en 2010,.